# Guerra colonial portuguesa
La Guerra colonial portuguesa o Guerra d'Ultramar es va dur a terme entre les Forces Armades Portugueses i les forces organitzades pels moviments d'alliberament de les antigues colònies portugueses d'Angola, Guinea-Bissau i Moçambic entre els anys 1961 i 1975. En aquests territoris el conflicte és anomenat Guerra d'independència.
L'expressió guerra colonial era rebutjada pel govern portuguès, ja que els territoris ultramarins portuguesos tenien l'estatut de províncies i no de colònies. Les Nacions Unides, no obstant això, consideraven que sí que eren colònies, perquè els drets dels indígenes africans eren diferents als dels colons blancs i els africans assimilats. D'altra banda, a causa que les operacions militars eren considerades de seguretat interna per les autoritats portugueses, el terme guerra tampoc era utilitzat. Per aquestes raons, el terme utilitzat generalment pels mitjans militars portuguesos era el de campanyes ultramarines.
L'inici d'aquest període de la història de Portugal va tenir lloc a Angola, el 4 de febrer de 1961, a la zona que passaria a denominar-se Zona Revoltada do Nord (Zona Rebel del Nord), que correspon als districtes de Zaire, Uige i Cuanza Nord. La Revolució dels Clavells a Portugal el 25 d'abril de 1974 va suposar la fi d'aquest període i el primer pas cap a la independència d'aquestes colònies. Amb el canvi del rumb polític del país, els intents de les Forces Armades Portugueses per mantenir el control d'Angola, Guinea i Moçambic van deixar de tenir sentit. Els nous dirigents van anunciar la democratització del país i estaven disposats a acceptar les reivindicacions d'independència de les colònies, per la qual cosa van passar a negociar les fases de transició amb els moviments d'alliberament nacional que es trobaven en guerra contra Lisboa.
Al llarg del seu desenvolupament va ser necessari augmentar progressivament la mobilització de les forces portugueses, en els tres escenaris d'operacions, de forma proporcional a l'augment dels fronts de combat que, a principis de la dècada dels 70 arribarien al seu moment crític. Per part de Portugal, la guerra se sustentava pel principi polític de defensa d'allò que es considerava territori nacional, basant-se en el principi ideològic de nació pluricontinental i multirracial. D'altra banda, els moviments d'alliberament nacional es justificaven sobre la base del principi inalienable de l'autodeterminació i independència, en un marc internacional de suport i incentiu de la lluita.

## Context polític i social

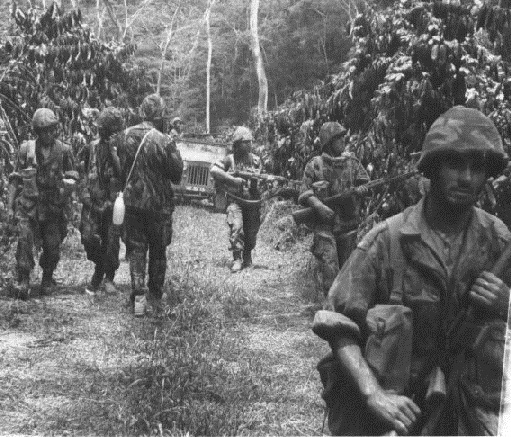
Tropes portugueses destacades a l'Àfrica.

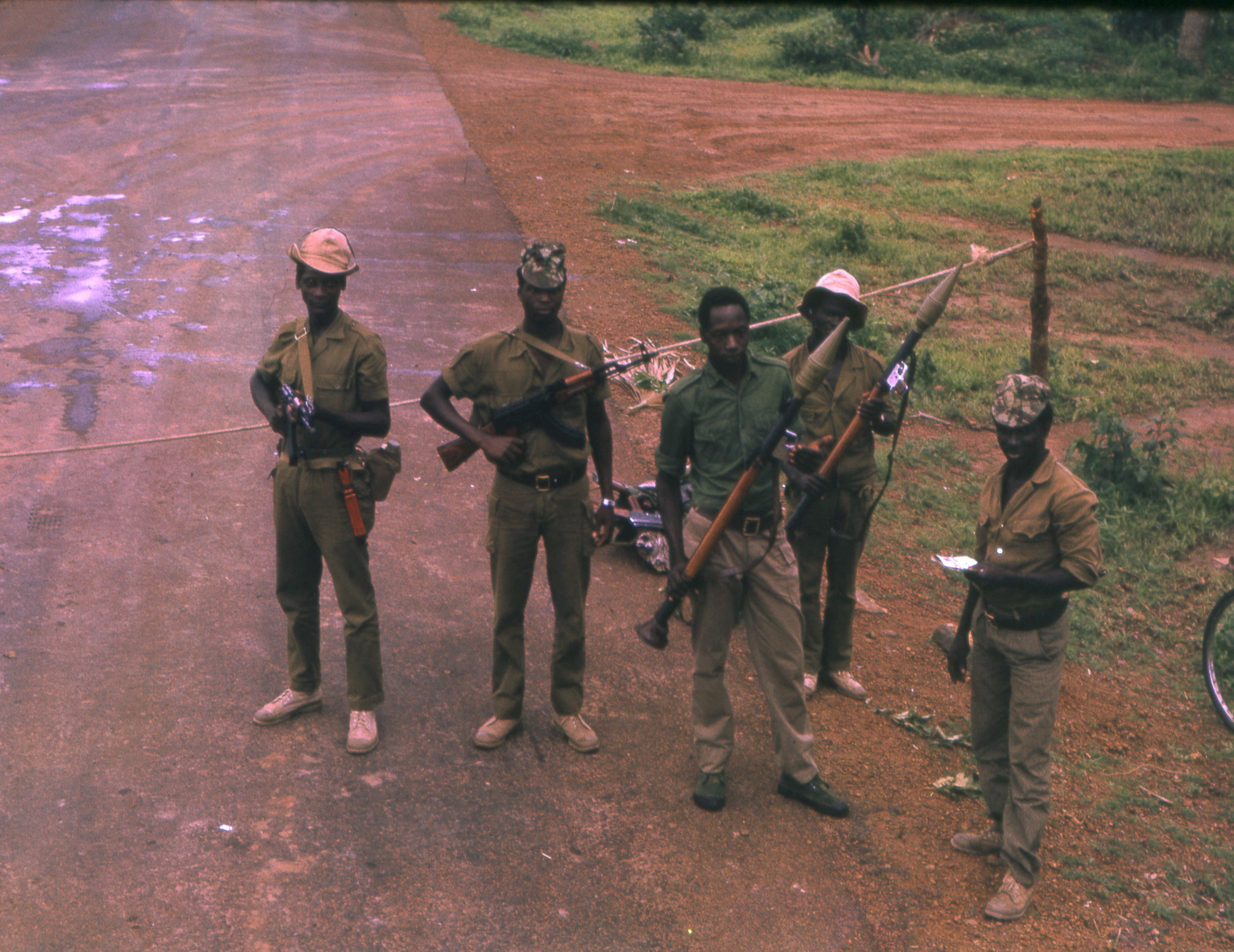
Lloc de control del PAIGC a Guinea, 1974.

En les colònies europees sempre van existir moviments d'oposició i resistència a la presència de les potències colonials. Per això, al llarg del segle xx, el sentiment nacionalista, fortament impulsat per la Primera Guerra Mundial i per la Segona Guerra Mundial estava palesa en tots els moviments europeus, per la qual cosa no era sorprenent que es notés també en les colònies, ja que també molts dels seus nadius participaven en elles, exposant la paradoxa de la celebració de la victòria en la lluita per l'alliberament en territori colonial, encara sotmès i depenent.
D'altra banda, també les grans potències emergents de la Segona Guerra Mundial (Estats Units i l'URSS) alimentaven, tant ideològicament com materialment, la formació de grups de resistència d'alliberament nacional, en la seva disputa per les zones d'influència. És en aquest context, en el qual té lloc la Conferència de Bandung el 1955, on es donarà per primera vegada veu pròpia a les colònies, que s'enfrontaven als mateixos problemes i buscaven una alternativa al simple alineament en el conflicte bipolar que confrontava a les dues grans potències. Aquestes, estarien cridades a considerar amb una altra legitimitat les reivindicacions de l'anomenat Tercer Món, que per mantenir l'equilibri en les relacions internacionals de la Guerra Freda, havien de canalitzar els sentiments autonomistes per al seu benefici, com a zona d'influència. La influència externa en les colònies perdia l'orientació merament separatista i desestabilizadora, i caminava cap a un suport efectiu en les relacions amb els països colonitzadors.
A la fi de la dècada de 1950, les Forces Armades Portugueses van haver d'enfrontar-se a la paradoxa de la situació política generada per l'Estat Nou, que s'havia implantat i sustentat des de 1926: d'una banda, la política de neutralitat portuguesa durant la Segona Guerra Mundial col·locava a l'exèrcit al marge d'un eventual conflicte Est-Oest; per un altre, augmentava, en la perspectiva del règim, la responsabilitat en el manteniment de la sobirania sobre els vastos territoris ultramarins.
L'ingrés de Portugal a l'OTAN formaria una elit de militars que es tornaria indispensable per a la planificació i la conducció de les operacions militars en la guerra colonial. Aquesta "Generació OTAN" ascendiria ràpidament als càrrecs polítics més alts, així com als més alts càrrecs militars, sense necessitat de provar la fidelitat al règim. La Guerra Colonial establia així incompatibilitats entre l'estructura militar (fortament influenciada per les potències occidentals de règim democràtic) i el poder polític. Alguns analistes consideren que l'anomenat «Cop de Botelho Moniz» va marcar l'inici d'aquesta ruptura, bé com l'origen d'una certa desconfiança del règim en relació al manteniment d'un únic centre de comando, a causa de l'amenaça d'una confrontació armada. Aquesta situació provocaria, com es verificaria més tard, la descoordinació entre els tres Estats Majors (Exèrcit de Terra, Forces Aèries i Marina de Guerra).

### Oposició
Contrariant el que l'Estat Nou pretenia transmetre, és a dir, que les colònies formaven part de la unitat nacional, els comunistes van ser els primers a oposar-se als combats a l'Àfrica. De fet, el Partit Comunista Portuguès va ser la primera organització a manifestar-se públicament contra la guerra demanant la independència immediata i pacífica de les colònies ja el 1957, durant el seu V Congrés celebrat en la clandestinitat.
No obstant això, la censura del règim va obligar el PCP a representar dos papers: el de partit polític i el de força de cohesió entre els sectors de l'oposició, amb els quals va acordar programes que no reflectien les seves posicions anticolonialistes; seguint la mateixa línia d'orientació, durant les eleccions presidencials celebrades durant l'Estat Nou amb els candidats de cohesió Norton de Matos (1949), Quintão Meireles (1951), Humberto Delgado (1958), i el mateix els candidats amb el suport del PCP: Ruy Luis Gomes i Arlindo Vicente.
Després del frau electoral de 1958, Humberto Delgado va formar el Movimento Nacional Independente (MNI) que, a l'octubre de 1960, defensava la necessitat de preparar a les colònies, abans de concedir-los el dret d'autodeterminació. No obstant això, no plantejava cap data o pla. La línia oficial de l'Estat Novo es mantenia: Portugal posseïa drets inalienables i legítims sobre les colònies, i era això el que transmetien els mitjans de comunicació i la propaganda del règim salazarista.
A l'abril de 1964, el Directori d'Acció Demòcrata-Social va reclamar una solució política, no militar. En sintonia amb aquesta iniciativa, el 1966, el socialista Mário Soares va suggerir la convocatòria d'un referèndum sobre la política colonial a seguir per Portugal, precedit per un debat nacional a realitzar durant sis mesos.
Oliveira Salazar va morir el 1970, però estava ja apartat del poder des de 1968 per problemes de salut, havent estat reemplaçat en el comandament polític per Marcelo Caetano. Les eleccions legislatives de 1969 verificarien una radicalització de la situació política, especialment entre les noves generacions, que se sentien víctimes per la continuació de la guerra. Les universitats exercirien un paper fonamental en la difusió d'aquesta postura. Sorgeix, així, les publicacions Cadernos Circunstância, Cadernos Necessários, Tempo i Manera, i Polèmica. En aquest ambient, l'Acció Revolucionària Armada i les Brigades Revolucionàries (BR) es converteixen en una important forma de resistència contra el sistema colonial portuguès, dirigint els seus atacs, principalment, contra l'exèrcit.
La LABRA, vinculada al Partit Comunista Portuguès, va iniciar les seves accions militars a l'octubre de 1970, mantenint-les fins a agost de 1972. Es van destacar entre les seves accions l'atac a la Base Aèria de Tancos contra l'equipament de la Força Aèria, el 8 de març de 1971, i l'atemptat contra les instal·lacions de la caserna general de Comiberlant, a Oeiras, a l'octubre del mateix any. Les BR, al seu torn, van iniciar les seves accions armades el 7 de novembre de 1971, amb el sabotatge de la base de l'OTAN de Pinhal de Ameiro i van finalitzar la seva activitat el 9 d'abril de 1974, contra el navili Nyassa, que es preparava per salpar de Lisboa transportant tropes per Guinea-Bissau. Les BR van arribar, fins i tot, a actuar en les colònies, col·locant una bomba en la Comandància Militar de Bisáu, el 22 de febrer de 1974.

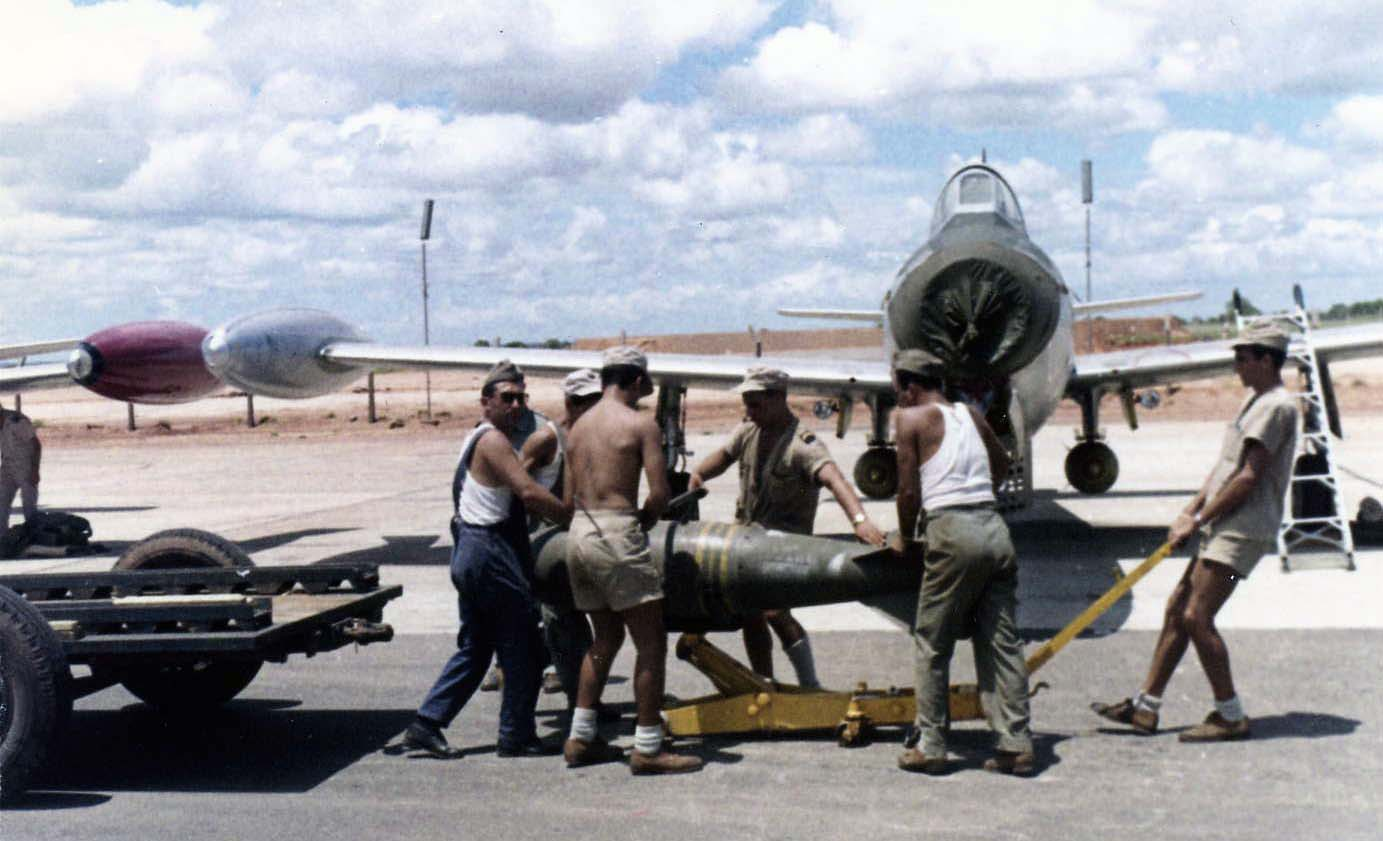
Un F-84 sent carregat amb bombes, a mitjan 1960, a la base aèria de Luanda (Angola).

També el posicionament dels sectors financers i empresarials, classes mitjanes i moviments obrers va constituir un important punt d'inflexió en la contestació a la política del règim. Aquests sectors solien apreciar sobretot que la guerra colonial constituïa una font de problemes econòmics a causa de l'elevada despesa militar que havia d'afrontar el Govern portuguès per sostenir l'esforç bèl·lic en tres escenaris diferents d'Àfrica, sense explicar la lluita contra els independentistes de Timor-Leste, a l'Àsia. Inclusivament l'expressa negativa de Portugal a la descolonització feia impopular dins de l'OTAN oferir suport incondicional al règim de Lisboa només per preservar un imperi colonial, mentre altres estats integrats a l'OTAN (com el Regne Unit, França, Països Baixos i Bèlgica) ja havien renunciat feia anys a la idea de preservar territoris colonials.
Inclusivament diversos sectors empresarials començaven a dubtar que les colònies, com manifestava insistentment la propaganda de l'Estat Nou, eren "fonamentals per a la subsistència del país", inferint contràriament que un país com Portugal (pobre i endarrerit per als estàndards de l'Europa Occidental de la segona meitat del segle XX) malgastava diners inútilment, sostenint una costosa guerra a les colònies. Així mateix, les inversions de capital portuguès a l'Àfrica no generaven dividends suficients que justifiquessin la manutenció de la burocràcia colonial, amb l'agreujant que a causa de la petita grandària de l'economia portuguesa calia atorgar àmplia participació en el capital estranger per a l'aprofitament econòmic de les colònies.
La preocupació més gran respecte a la destinació de les colònies era la sort dels colons portuguesos allí residents (aproximadament 800.000 civils, repartits per tota Àfrica), una massa constituïda per funcionaris, petits propietaris, i també obrers, que reproduïen a les colònies l'espectre social de la metròpoli. Encara que les elits polítiques portugueses no havien previst exactament quin seria la destinació d'aquests colons després d'una hipotètica retirada portuguesa d'Àfrica, quan les colònies es van independitzar, uns 700.000 individus d'origen lusità van tornar massivament a Portugal (els retornats), en un veloç èxode on en poques setmanes els colons van deixar enrere propietats, llocs de treball i domicilis.

## El conflicte armat
La guerra colonial es va dur a terme, principalment, a les zones rurals, on les forces de guerrilla independentistes tenien major facilitat de moviment, i on li era més difícil a l'exèrcit portuguès desplaçar grans contingents que controlessin tot el territori. Així i tot, fins al 1974 gairebé totes les grans ciutats d'Angola, Moçambic o Guinea-Bissau estaven sota ferm control portuguès, i de fet, el poder de les guerrilles independentistes era només visible en àrees allunyades dels grans centres econòmics i polítics.

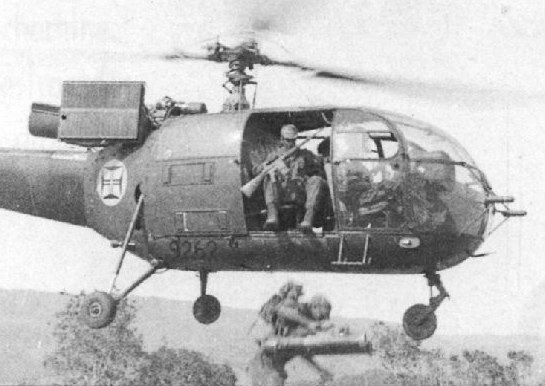
Helicòpter de la Força Aèria Portuguesa operant a l'Àfrica.

Això va motivar que molts caps guerrillers africans, com Samora Machel o Agostinho Neto, propugnessin la preparació de les seves forces per a una llarga lluita de baixa intensitat, preveient que es trigaria anys a expulsar a les autoritats colonials. Si bé les guerrilles independentistes obtenien suport de l'URSS o de la República Popular de la Xina (en forma d'armes modernes i finançament), difícilment aconseguien èxits militars que posessin en risc l'autoritat colonial portuguesa sobre tot el territori; en diversos casos hi havia moviments guerrillers que competien entre ells (com el MPLA, la UNITA, i el FNLA a Angola), o països limítrofs de les colònies que estimulaven la independència d'aquestes (com Senegal i Guinea, en el cas de Guinea-Bissau).
Tots dos bàndols utilitzaven armament lleuger, bàsicament metralladores i granades, encara que els portuguesos tenien a favor seu el suport aeri d'helicòpters lleugers per a transport de tropes i atacs aire-terra. En aquests casos, el poder de foc de l'exèrcit portuguès va impedir a les guerrilles llançar atacs massius contra grans centres urbans; de fet només va ocórrer un gran atac de tropes guerrilleres a una ciutat sota control portuguès: Vila Daly, al nord de Moçambic, encara que les guerrilles del FRELIMO no van aconseguir conquerir la ciutat. Si bé alguns comandants portuguesos com el general Kaúlza de Arriaga postulaven encara la idea d'usar operacions de guerra convencional, altres caps com António de Spínola i Francisco da Costa Gomes preferien aplicar les tàctiques de contraguerrilla usades per tots dos bàndols de la recent Guerra del Vietnam.
Una qüestió important del desenvolupament de la guerra colonial va ser que, durant les seves últimes fases, Portugal va començar a reclutar soldats nadius de les colònies, tant portuguesos blancs com negres, i aquestes tropes arribaren a constituir gairebé la meitat de les forces totals sota comandament portuguès. La política colonial portuguesa havia afavorit a certs grups nadius africans, depenent de la seva acceptació de l'imperialisme portuguès i de la importància econòmica dels seus respectius territoris, buscant així una integració cultural i racial que "legitimés" la dominació des de Lisboa, permetent inclusivament a diversos membres de l'elit autòctona cursar estudis a la metròpoli o incorporar-se als graus menors de l'administració.
Encara que tal objectiu d'"integració" no es va aconseguir en vista que el govern portuguès seguia afavorint abans de res els interessos metropolitans, sí que va haver-hi nombrosos africans que per diverses raons (discrepàncies polítiques amb els independentistes, millor nivell de vida, simple lleialtat a la metròpoli) van fer costat al govern colonial portuguès i van arribar a enrolar-se en les tropes portugueses.

## Fi de la guerra
La fi de la guerra no va ser precipitada per l'evolució bèl·lica d'aquesta, sinó per la Revolució dels Clavells esdevinguda el 25 d'abril de 1974. Fins llavors, la guerra havia seguit un efectiu estancament on les tropes portugueses no havien eliminat la resistència guerrillera, però al seu torn el PAIGC, el FRELIMO i el MPLA ni tan sols controlaven tot el territori rural de les colònies. La caiguda de l'Estat Nou va implicar que el nou govern revolucionari de Lisboa decidís posar fi a la guerra mitjançant el reconeixement de la independència de les colònies. La nova administració metropolitana estava dirigida per molts militars joves, d'idees socialistes, que veien amb aprovació als moviments guerrillers que seguissin tals tendències, per la qual cosa es va donar als soldats d'ultramar l'ordre de tornar a Portugal.

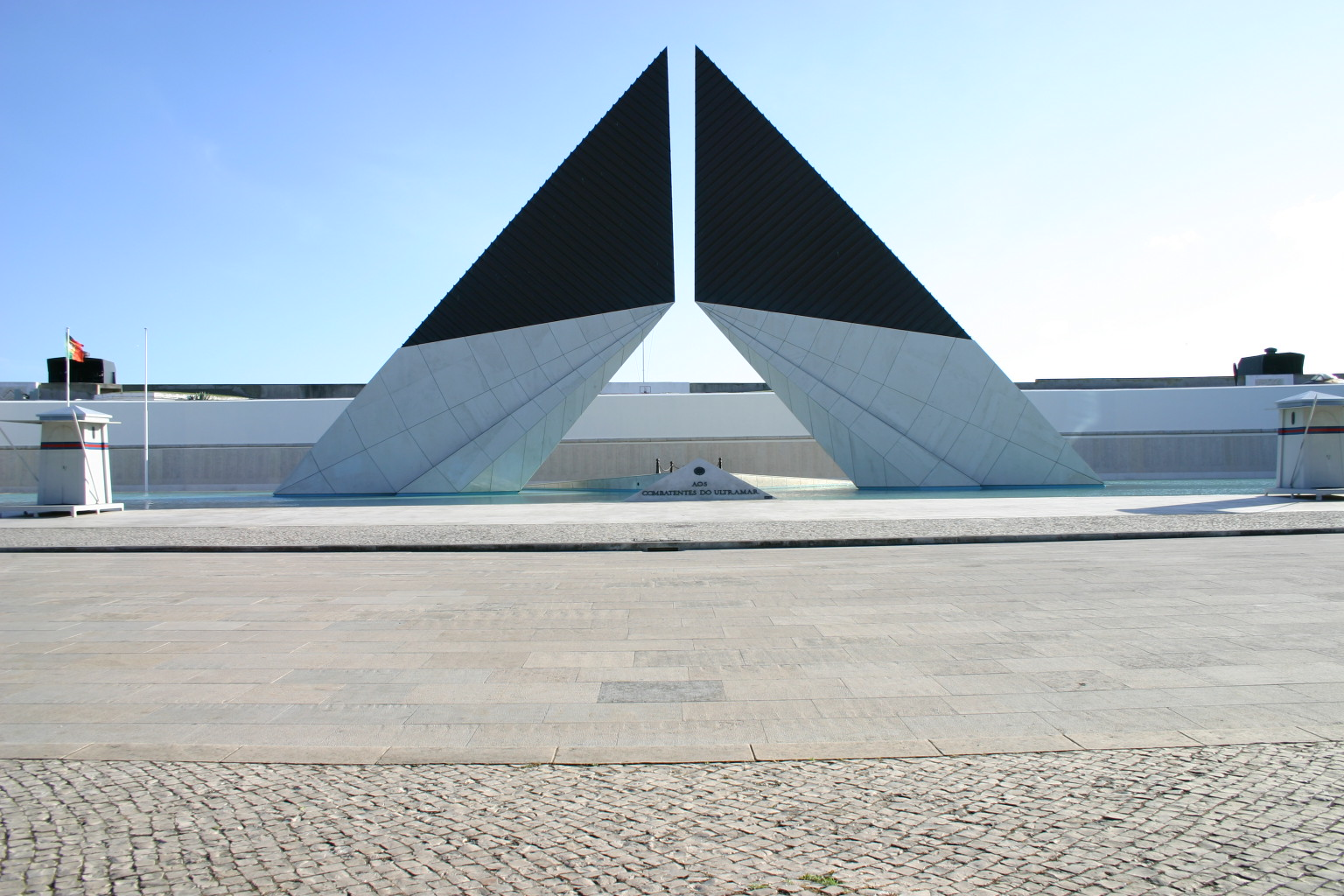
Monument a Lisboa dedicat als combatents portuguesos morts a l'Àfrica.

Encara que la descolonització era un esdeveniment ja practicat en altres llocs d'Àfrica, a l'Imperi Portuguès no va haver-hi directives específiques per a cada cas. De fet, el govern de Lisboa esperava una pau seguida per una simple retirada dels soldats i l'administració portuguesa, però no es va planificar detalladament com es traspassaria el poder a les guerrilles, ni aquestes estaven encara organitzades per assumir la direcció dels nous Estats que es formaven.
Els comandants militars portuguesos van procedir amb certa autonomia per negociar la sortida de les seves tropes i dels funcionaris, seguint les ordres de Lisboa, mentre els civils portuguesos simplement evacuaven massivament els seus domicilis mentre que l'autoritat portuguesa es retirava en poques setmanes. Líders del FRELIMO a Moçambic i del MPLA a Angola eren hostils a la presència de grans masses de colons portuguesos, considerant que això sempre seria un risc per la independència recentment guanyada, i de fet, van instar al fet que la retirada portuguesa inclogués als civils (ja sigui per por de represàlies o per dislocació de l'aparell estatal i econòmic que els deixés subsistir). La por a les represàlies va fer que nombrosos africans lleials a Portugal també fugissin, però els qui no van poder fer-ho van ser víctimes de violències i persecucions.
La retirada de les tropes portugueses entre 1974 i 1975 va marcar la fi de la guerra colonial a l'Àfrica, encara que aquesta conclusió va ser majoritàriament caòtica i desordenada. A l'èxode de civils portuguesos i la retirada de les forces metropolitanes va seguir la presa del poder per les guerrilles i la creació de nous estats, d'una forma massa ràpida i improvisada, de manera que líders guerrillers es van veure forçats en poques setmanes a instal·lar una administració confiable en vastos territoris per formar nous Estats amb els seus serveis essencials. A Angola la situació es va fer més dramàtica, ja que les dues majors faccions guerrilleres (MPLA i UNITA) es van llançar a una guerra civil immediatament després que comencés l'evacuació de les tropes portugueses. El malestar intern posterior i la por del partit comunista Fretilin van portar a la invasió indonèsia de Timor Oriental, que es va oposar al concepte d'un Timor Oriental independent.